# FK Donji Srem Pećinci
Donji Srem (srpski Фудбалски клуб Дoњи Срем Пећинци), danas i kao Donji Srem 2016, je nogometni klub iz Pećinaca, Srijemski okrug, Vojvodina, Republika Srbija. 
 
U sezoni 2017./18. klub se natječe u 2. Srijemskoj ligi - Istok, ligi šestog ranga nogometnog prvenstva Srbije. 

## O klubu
Nogometni klub u Pećincima je osnovan 1927. godine pod nazivom Borac. 1963. godine se klub obnavlja pod nazivom Donji Srem. Sve do kraja 2000.-ih igra u nižim ligama. 2009. godine ulazi u Srpsku ligu - Vojvodina. Također igra i u Superlige Srbije u sezonama 2012./13., 2013/14. i 2014./15. Iz Prve lige Srbije ispada 2016. godine, te dolazi do financijskih problema. Klub tada otkazuje nastup u Srpskoj ligi Vojvodina za 2016./17., 
te se gasi i osniva novi klub naziva Donji Srem 2016.

 
Klub u sezoni 2016./17. nastupa u Općinskoj ligi Pećinci, koju odmah osvaja.

## Uspjesi
Prva liga Srbije
- drugoplasirani: 2011./12.

Srpska liga Vojvodina
- prvak: 2010./11.

Općinska liga Pećinci
- Prvak: 2016./17.

## Poveznice
- fkdonjisrem.com - službene stranice, wayback arhiva
- srbijasport.net, FK Donji Srem, profil kluba
- srbijasport.net, FK Donji Srem, rezultati po sezonama